# دالي هوستون
دالي هوستون (بالإنجليزية: Dale Houston)‏ هو مغن مؤلف ومغني أمريكي، ولد في 23 أبريل 1940، وتوفي في 27 سبتمبر 2007.

## وصلات خارجية
- دالي هوستون على موقع ميوزك برينز (الإنجليزية)
- دالي هوستون على موقع ديسكوغز (الإنجليزية)